# Лундский университет
Лундский университет (швед. Lunds universitet, Universitas Lundensis или Universitas Gothorum Carolina на латыни) — университет в городе Лунд на юге Швеции, основан в 1666 году, второй старейший университет в пределах нынешних границ Швеции.
В Лундском университете насчитывается семь факультетов (с дополнительными кампусами в городах Мальмё и Хельсингборг), на которых учатся более 34 тысяч студентов в рамках 50 различных программ (специальностей) и 800 отдельных курсов. Лундский университет входит во всемирную сеть Universitas 21, объединяющую университеты, в которых ведутся обширные научные исследования.

## История
Город Лунд издавна был образовательным центром, как и религиозным центром и резиденцией архиепископа Дании. Кафедральная школа (katedralsskolan) для образования священнослужителей была основана в 1085 году и сегодня является одной из старейших школ Скандинавии. Попытка учредить средневековое университетское образование была предпринята в 1485 году, но она не была успешной и вскоре была забыта.
После заключения мира в Роскилле в 1658 году провинция Сконе перешла во владение шведской короны, которая быстро основала Лундский университет в 1666 году как средство «шведизации». Он стал пятым университетом, основанным шведской королевской властью, после Уппсальского университета в 1477, Academia Gustaviana в 1632 году (сейчас в Эстонии), Академии Або в 1640 году (сейчас в Финляндии) и Университета Грейфсвальда в 1648 году (сейчас в Германии).
Университет был назван Academia Carolina в честь короля Швеции Карла X Густава. Это название формально использовалось до конца XIX века, когда название «Лундский университет» стало широко распространённым.
При основании университета в нём были открыты четыре факультета: юридический, богословский, медицинский и философский. Они были «краеугольными камнями», и эта система действовала на протяжении 200 лет. В конце XVII века число студентов достигало 100.
Война в Сконе в 1676 году привела к закрытию университета, которое продолжалось до 1682 года. Университет был заново открыт во многом благодаря региональным патриотам, но до XIX века он не имел высокого статуса. Лекционных залов было мало, а занятия проводились в Лундском кафедральном соборе и примыкающей к нему часовне. Жалованье профессоров было низким.
В 1716 году король Швеции Карл XII сделал Лунд своей постоянной резиденцией, не желая возвращаться в Стокгольм. Он оставался в городе два года, в промежутках между своими норвежскими походами. Город и университет наслаждались всплеском временного внимания.

## Факультеты
- гуманитарный и теологический факультет (Humanistiska och teologiska fakulteterna);
- юридический факультет (Juridiska fakulteten);
- факультет искусств (Konstnärliga fakulteten);
- медицинский факультет (Medicinska fakulteten);
- естественно-научный факультет (Naturvetenskapliga fakulteten);
- факультет социальный наук (Samhällsvetenskapliga fakulteten).

## Студенческие корпорации
- Эстгётская нация (Östgöta nation);
- Вестгётская нация (Västgöta nation);
- Лундская нация (Lunds nation);
- Мальмёсская нация (Malmö nation);
- Хельсингскрунская нация (Helsingkrona nation);
- Южносконская нация (Sydskånska nationen);
- Кристианстская нация (Kristianstads nation);
- Блекингская нация (Blekingska nation);
- Гётеборгская нация (Göteborgs nation);
- Халландская нация (Hallands nation);
- Кальмарская нация (Kalmar nation);
- Вермландская нация (Wermlands nation).

Нации объединены в Коллегию кураторов студенческих корпораций (Kuratorskollegiet i Lund).